# The Confessions Tour
The Confessions Tour es el segundo álbum en directo de la cantante y compositora estadounidense Madonna, publicado originalmente el 26 de enero de 2007 por la compañía discográfica Warner Bros. Records. Dirigido por Jonas Åkerlund, el álbum relata la gira Confessions Tour (2006). Fue grabado en el Wembley Arena de Londres durante las fechas de la gira y se lanzó en los formatos CD y DVD. El DVD contiene toda la gira y el CD incluye trece temas destacados. Se convirtió en el primer lanzamiento de Semtex Films, una productora fundada por Madonna en 2006.
El material recibió reseñas variadas de los críticos contemporáneos. Algunos prefirieron la versión DVD que la del CD, mientras que otros felicitaron el final de la gira. Ganó la categoría al mejor vídeo musical de formato largo en los Premios Grammy de 2008. Después de su lanzamiento, alcanzó la cima de las listas oficiales de varios países europeos, mientras que llegó al top diez en Canadá, Japón y el Reino Unido. En los Estados Unidos, alcanzó la posición quince en el conteo Billboard 200 y vendió más de 1,2 millones de copias en todo el mundo.

## Antecedentes
Tras el estreno de I'm Going to Tell You a Secret (2005), Madonna publicó su segundo álbum en directo The Confessions Tour. Fue grabado en el Wembley Arena el 15 y 16 de agosto de 2006, durante los conciertos de Londres de su Confessions Tour, el cual promovió su décimo disco, Confessions on a Dance Floor (2005). Se convirtió en el primer lanzamiento de su nueva compañía de producción, Semtex Films y se lanzó en formatos DVD y CD, filmado por el director Jonas Åkerlund. El DVD consiste en veintiún canciones del repertorio de la gira, mientras que el CD captura trece destacados. La NBC mostró por primera vez la gira durante el Día de Acción de Gracias de 2006. Esta emisión fue grabada en el DVD, con algunas escenas añadidas y extendidas. Incluye la interpretación de «Live to Tell», mientras cuelga de un crucifijo adornado de cristal, ante la fuerte reacción de los medios de comunicación y grupos religiosos. «Forbidden Love», del álbum Confessions on a Dance Floor, siguió después de la interpretación de «Live to Tell», donde Madonna despegó una corona de espinas de su cabeza. La compañía de medios de comunicación y servicios asiática, Fridae, informó que el álbum fue prohibido en Singapur, Malasia y partes de Asia Oriental, debido a la inclusión de las actuaciones en el DVD.

## Recepción crítica
Stephen Thomas Erlewine de Allmusic sintió que la versión en CD del álbum «no era muy divertida para oír, incluso siendo interesantes las reinterpretaciones de los éxitos de hace 20 años. El DVD no se siente tan frío, gracias al dinamismo de las imágenes y la eficiencia del espectáculo, aun así esto es de interés principalmente para los intransigentes que no les importa comprar otro CD/DVD en directo justo un año después del primero». Ed González de Slant Magazine consideró que el final del concierto en el álbum «es un recordatorio de que la música de Madonna no necesita ser motivada por el sexo o la política para ser buena, pues muestra un poquito de corazón y alma». Thomas Inskeep de Stylus Magazine también alabó el final de la gira. Según él, «[The Confessions Tour] es casi exclusivamente uptempo y casi completamente escenificado, aunque más vivaz de lo que ella ha hecho en años. Está acompañado, en su versión de CD, de trece canciones grabadas directamente del espectáculo en directo». Sin embargo, percibió que el disco pierde su impulso durante la parte de «Confessions», el cual «muestra a un trío de individuos revelando los sufrimientos de sus vidas». Tom Young de la BBC dijo que no vio las interpretaciones de la gira, y consideró que «parte de la magnitud de la actuación se pierde y los cambios de pista/escena lucen innecesariamente prolijos. [...] Tomándolo en cuenta como álbum en directo, [entonces] este se trata de un trabajo bien hecho». Stephen M. Deusner de Pitchfork Media le dio una crítica negativa al álbum, y dijo: «Madonna misma tiene casi toda la culpa. En el escenario, cuenta con un sinfín de buenísimas canciones pop y con el dinero y poder para reinventar este tipo de circo ambulante. Entonces, ¿por qué no intentar derribar el muro entre artista y audiencia y dar una fiesta rave gigantesca? [...] Åkerlund te da todo lo que no quieres en una filmación de un concierto: incesantes cortes rápidos que no imparten la percepción de espacio o escena, música y voces sobredobladas que no transmiten la sensación de la actuación y solo unos pocos planos de la audiencia para determinar su entusiasmo». Bill Lamb de About.com dijo que «The Confessions Tour provee evidencia abundante de que [Madonna] continúa tremendamente relevante desde un punto de vista artístico. Como ocurre con cualquier proyecto complicado desde el punto de vista estético, hay partes mediocres, pero los puntos cumbre son tremendos». The Hindu comentó que «Madonna lo da todo en este intento de convertir el mundo en una pista de baile y uno se tiene que quitar el sombrero ante su energía». En los Premios Grammy de 2008, que tuvieron lugar el 10 de febrero de 2008 en Staples Center, Los Ángeles, The Confessions Tour ganó un premio en la categoría de mejor vídeo musical de formato largo.

## Recepción comercial

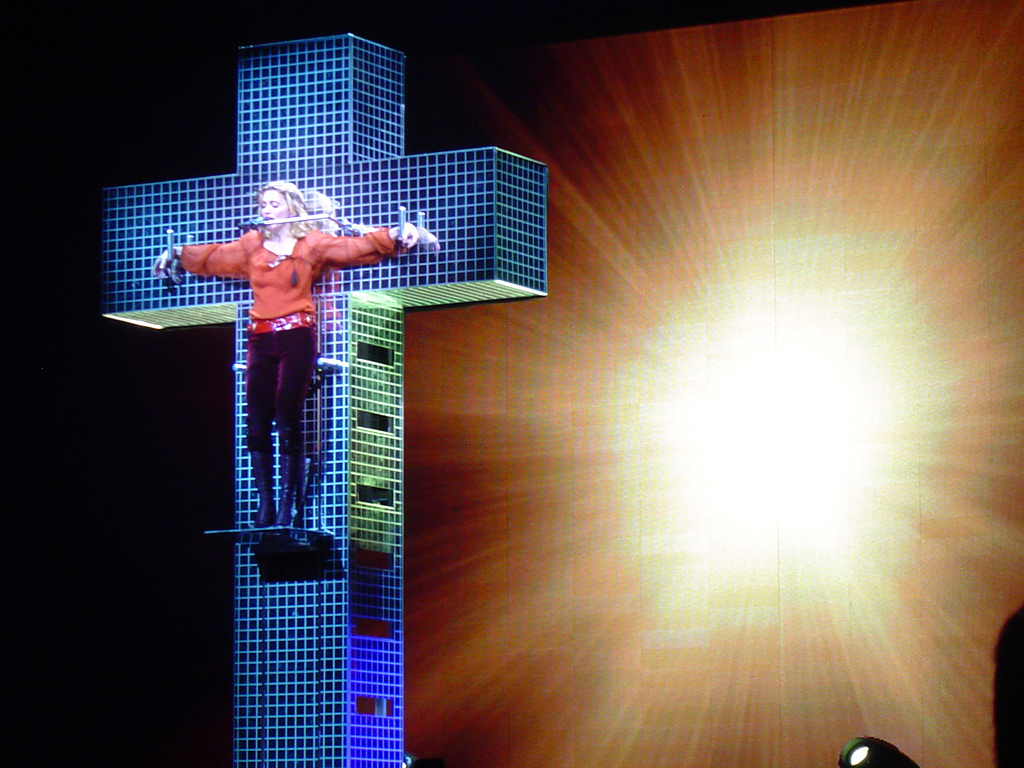
La presentación de «Live to Tell» en el Confessions Tour, donde Madonna apareció colgada en una cruz de espejos, fue recibida con una fuerte reacción por parte de grupos religiosos, quienes lo consideraron anticristiano.

En los Estados Unidos, el álbum debutó en la decimoquinta posición del conteo Billboard 200, con ventas de 40 000 copias en la primera semana, según Nielsen Soundscan. En Canadá, debutó en la segunda posición de la lista Canadian Albums Chart. The Confessions Tour no pudo entrar en la lista oficial de Australia, ARIA Albums Chart, pero debutó en la primera posición del Australian Top 40 DVD, en la edición del 12 de febrero de 2007. Alcanzó la cima de la lista de DVD por cuatro semanas no consecutivas. En las listas de fin de año, el material fue el vigésimo séptimo DVD más vendido del 2007. Recibió la certificación oro por la Australian Recording Industry Association (ARIA), por 10 000 copias distribuidas en DVD. En el Reino Unido, debutó en la séptima posición del UK Albums Chart. En Japón, alcanzó la décima posición en la lista semanal de álbumes de Oricon y estuvo allí por doce semanas. En Hong Kong obtuvo un premio disco de oro por la Federación Internacional de la Industria Fonográfica (IFPI), por ser uno de los diez álbumes internacionales más vendidos del 2007. A través de Europa, The Confessions Tour alcanzó la máxima posición en Bélgica (Valonia), España, Italia y Portugal, mientras que en los otros países europeos estuvo presente en el top diez. En México, Noruega y Nueva Zelanda, el álbum no llegó a los diez primeros de las listas. El éxito comercial en Europa hizo que el álbum debutara en la segunda posición de la lista Billboard European Top 100 Albums, detrás del tercer álbum de estudio de Norah Jones, Not Too Late. El DVD vendió más de 1,2 millones de copias mundialmente.

## Lista de canciones

### DVD
| The Confessions Tour (DVD) |                                     |                                                                                          |                                      |          |  |
| N.º                        | Título                              | Escritor(es)                                                                             | Sample(s)                            | Duración |  |
| 1.                         | «Future Lovers» / «I Feel Love»     | Madonna, Mirwais Ahmadzaï / Donna Summer, Peter Bellote, Giorgio Moroder                 |                                      | 8:04     |  |
| 2.                         | «Get Together»                      | Madonna, Stuart Price, Anders Bagge, Peer Astrom                                         |                                      | 5:19     |  |
| 3.                         | «Like a Virgin»                     | Tom Kelly, Billy Steinberg                                                               |                                      | 4:08     |  |
| 4.                         | «Jump»                              | Madonna, Price, Joe Henry                                                                |                                      | 4:56     |  |
| 5.                         | «Confessions»                       | Madonna, Patrick Leonard, Daniel «Cloud» Campos, Sofia Boutella, Leroy «Hypnosis» Barnes | «Live to Tell»                       | 3:55     |  |
| 6.                         | «Live to Tell»                      | Madonna, Leonard                                                                         |                                      | 5:10     |  |
| 7.                         | «Forbidden Love»                    | Madonna, Price                                                                           |                                      | 4:24     |  |
| 8.                         | «Isaac»                             | Madonna, Price                                                                           |                                      | 6:45     |  |
| 9.                         | «Sorry»                             | Madonna, Price                                                                           |                                      | 5:02     |  |
| 10.                        | «Like It or Not»                    | Madonna, Christian Karlsson, Pontus Winnberg, Henrik Jonback                             |                                      | 4:51     |  |
| 11.                        | «Sorry» (Remix)                     | Madonna, Price                                                                           |                                      | 3:37     |  |
| 12.                        | «I Love New York»                   | Madonna, Price                                                                           |                                      | 5:43     |  |
| 13.                        | «Ray of Light»                      | Madonna, William Orbit, Clive Muldoon, Dave Curtis, Christine Leach                      |                                      | 6:26     |  |
| 14.                        | «Let It Will Be»                    | Madonna, Ahmadzaï, Price                                                                 |                                      | 7:32     |  |
| 15.                        | «Drowned World/Substitute for Love» | Madonna, Orbit, Rod McKuen, Anita Kerr, David Collins                                    |                                      | 5:00     |  |
| 16.                        | «Paradise (Not for Me)»             | Madonna, Ahmadzaï                                                                        |                                      | 5:05     |  |
| 17.                        | «Music Inferno»                     | Madonna, Ahmadzaï / Leroy Green, Tyrone Kersey                                           | «Disco Inferno», «Where's the Party» | 7:49     |  |
| 18.                        | «Erotica»                           | Madonna, Shep Pettibone, Anthony Shimkin                                                 |                                      | 4:47     |  |
| 19.                        | «La isla bonita»                    | Madonna, Leonard, Bruce Gaitsch                                                          |                                      | 5:02     |  |
| 20.                        | «Lucky Star»                        | Madonna                                                                                  | «Hung Up»                            | 4:36     |  |
| 21.                        | «Hung Up»                           | Madonna, Price, Benny Andersson, Björn Ulvaeus                                           | «Lucky Star»                         | 9:24     |  |
| 22.                        | «Créditos»                          |                                                                                          |                                      | 3:31     |  |

| Contenido adicional |                                                        |          |  |
| N.º                 | Título                                                 | Duración |  |
| 23.                 | «Detrás de escenas» (Metraje y galería de fotografías) |          |  |

### CD
| The Confessions Tour (CD) |                                 |                                               |                                     |          |  |
| N.º                       | Título                          | Escritor(es)                                  | Sample(s)                           | Duración |  |
| 1.                        | «Future Lovers» / «I Feel Love» | Madonna, Ahmadzaï / Summer, Bellotte, Moroder |                                     | 8:00     |  |
| 2.                        | «Like a Virgin»                 | Kelly, Steinberg                              |                                     | 4:13     |  |
| 3.                        | «Jump»                          | Madonna, Price, Henry                         |                                     | 4:53     |  |
| 4.                        | «Confessions»                   | Madonna, Leonard, Campos, Boutella, Barnes    | «Live to Tell»                      | 3:53     |  |
| 5.                        | «Isaac»                         | Madonna, Price                                |                                     | 6:45     |  |
| 6.                        | «Sorry»                         | Madonna, Price                                |                                     | 5:03     |  |
| 7.                        | «Sorry» (Remix)                 | Madonna, Price                                |                                     | 3:44     |  |
| 8.                        | «I Love New York»               | Madonna, Price                                |                                     | 5:36     |  |
| 9.                        | «Let It Will Be»                | Madonna, Price, Ahmadzaï                      |                                     | 4:45     |  |
| 10.                       | «Music Inferno»                 | Madonna, Ahmadzaï / Green, Kersey             | «Disco Inferno» «Where's the Party» | 7:41     |  |
| 11.                       | «Erotica»                       | Madonna, Pettibone, Shimkin                   |                                     | 4:55     |  |
| 12.                       | «Lucky Star»                    | Madonna                                       | «Hung Up»                           | 3:50     |  |
| 13.                       | «Hung Up»                       | Madonna, Price, Andersson, Ulvaeus            | «Lucky Star»                        | 9:50     |  |

| Pistas adicionales de iTunes Store |                |                                        |          |  |
| N.º                                | Título         | Escritor(es)                           | Duración |  |
| 14.                                | «Get Together» | Madonna, Price, Bagge, Astrom          | 5:22     |  |
| 15.                                | «Ray of Light» | Madonna, Orbit, Muldoon, Curtis, Leach | 6:12     |  |

### Formatos
- CD/DVD - Edición de dos discos en digipack que contiene el concierto en DVD y el audio de este en CD.[25]
- DVD - Edición que contiene solamente el DVD.[27]
- Descarga digital - El concierto y el audio de éste con 2 pistas adicionales: «Get Together» y «Ray of Light».[26]

## Posicionamiento en listas y certificaciones
| País (Lista 2007) | Mejor posición |
| ----------------- | -------------- |
| Alemania          | 2              |
| Argentina         | 2              |
| Australia         | 1              |
| Bélgica Flandes   | 3              |
| Bélgica Valonia   | 1              |
| Canadá            | 2              |
| Dinamarca         | 5              |
| España            | 1              |
| Estados Unidos    | 15             |
| Finlandia         | 5              |
| Francia           | 2              |
| Hungría           | 1              |
| Irlanda           | 10             |
| Italia            | 1              |
| Japón             | 10             |
| México            | 16             |
| Nueva Zelanda     | 23             |
| Noruega           | 15             |
| Países Bajos      | 2              |
| Polonia           | 5              |
| Portugal          | 1              |
| Reino Unido       | 7              |
| República Checa   | 1              |
| Suecia            | 8              |
| Suiza             | 2              |
| Unión Europea     | 2              |

| País (Lista 2007) | Posición |
| ----------------- | -------- |
| México            | 7        |
| Países Bajos      | 74       |

| País (organismo certificador) | Certificaciones |
| ----------------------------- | --------------- |
| Alemania (BVMI)               | 2× Platino      |
| Argentina (CAPIF)             | Platino         |
| Australia (ARIA)              | Oro             |
| Austria (IFPI — Austria)      | Platino         |
| Bélgica (IFPI — Bélgica)      | Oro             |
| Brasil (ABPD)                 | Oro             |
| Finlandia (IFPI — Finlandia)  | Oro             |
| México (AMPROFON)             | Oro             |
| Polonia (ZPAV)                | Platino         |
| Portugal (AFP)                | Oro             |
| Reino Unido (BPI)             | Plata           |
| Rusia (NFPP)                  | Oro             |

## Historial de lanzamientos
| País           | Fecha                | Formato | Discográfica | Ref.          |
| -------------- | -------------------- | ------- | ------------ | ------------- |
| Europa         | 26 de enero de 2007  | CD, DVD | Warner Bros. | [ 4 ]         |
| Estados Unidos | 29 de enero de 2007  | CD, DVD | Warner Bros. | [ 45 ]        |
| Canadá         | 29 de enero de 2007  | CD, DVD | Warner Bros. | [ 46 ]        |
| Australia      | 3 de febrero de 2007 | CD, DVD | Warner Bros. | [ 47 ]        |
| Japón          | 7 de marzo de 2007   | CD, DVD | Warner Bros. | [ 11 ] [ 48 ] |

## Créditos y personal
- Director - Jonas Åkerlund
- Compañía productora - Semtex Films, Semtex TV Productions
- Productora - Sara Martin
- Productores ejecutivos - Madonna, Angela Becker, Guy Oseary y John Payne
- Director de fotografía - Eric Brooms
- Montaje - Jonas Åkerlund, Philip Richardson, Johan Söderberg y Danny Tull
- Diseñador de vestuario - Jean-Paul Gaultier y Arianne Phillips

Fuente: Allmusic